# Jojobino olje
Jojobino olje je tekočina proizvedena iz semen rastline Jojobe (Simmondisia chinensis). Jojoba je grm, ki domuje v južni Arizoni, Kaliforniji in severozahodni Mehiki. Iz mase jojobinih semen dobimo približno 50% olja. Termina jojobino olje in jojobin vosek se uporabljata izmenično, vendar sta to tehnično dva različna pojma. Jojobin vosek predstavlja surov ogljikovodik pridobljen iz semen in je sestavljen večinoma iz trigliceridnih estrov, katere s pomočjo hidrolize (odstranitev glicerola) izločimo iz jojobinega olja, ki je sestavljeno večinoma iz prostih maščobnih kislin. Jojobin vosek, je torej izvleček jojobinega olja. Olje je na razliko od voska, veliko bogatejše in se pridno izkorišča v kozmetične namene. 

## Zgodovina
Indijanci so uporabljali, iz semen iztisnjeno, jojobino olje za oskrbo ran in bolečega grla. Udomačitev uporabe in obravnavanja jojobinega olja sega v zgodnja 70-ta leta 20. stoletja. Leta 1943, so jojobino olje začeli uporabljati med vojno, kot dodatek za motorna, transmisijska in diferencialna olja. Služilo je tudi mazanju in vzdrževanju brzostrelk.     

## Videz
Nerafinirano jojobino olje je bistra zlata tekočina, ki ima pri sobni temperaturi značilen rahel vonj po oreščkih. Rafinirano jojobino olje je brez barve in vonja. Jojobino olje ima tališče pri 10°C in vsebuje visoko vrednost joda. Jojobino olje je v primerjavi z ostalimi rastlinskimi olji (npr. olje iz grozdnih pečk, kokosovo olje) stabilnejše, ker ne vsebuje trigliceridov. Oksidacijski indeks jojobinega olja je približno 60, kar pomeni, da je stabilnejši od sončničnega, repičnega, mandljevega olja ali skvalena, vendar manj stabilen, kot ricinusovo ali kokosovo olje.   

## Kemična sestava

### Fizikalna sestava jojobinega olja
| ledišče               | 7-10.6 °C                             |
| lomilni količnik      | 1.4650 pri 25 °C                      |
| specifična težnost    | 0.863 pri 25 °C                       |
| vrelišče              | 195 °C                                |
| gorišče               | 295 °C                                |
| indeks vsebnosti joda | 82                                    |
| viskoznost            | 48 cSt pri 99 °C[ 127 cSt pri 37.8 °C |
| viskozni indeks       | 190-230                               |

### Vsebnost maščobnih kislin
Vsebnost maščobnih kislin se lahko razlikuje glede na tla ali podnebje v katerem gojimo rastlino, časa obiranja semen in obdelava le teh. Na splošno vsebuje visok delež enojnih nenasičenih maščobnih kislin – primarne  eikozanojske kisline.

## Uporaba
Prepoved uvoza kitovega olja v ZDA leta 1971, je povzročila odkritje in uporabo jojobinega olja v kozmetični in drugi industriji. Jojobino olje se uporablja, kot dodatek, v številnih kozmetičnih izdelkih, ki temeljijo na naravnih sestavinah (losjoni, balzami, šamponi ipd). Čisto jojobino olje se uporablja tudi za nego kože, las ali povrhnjice. Jojobino olje deluje protiglivično in se lahko uporablja tudi za zatiranje glivičnih obolenj. Podobno kot olestra (nadomestek maščobe), se jojobino olje uporablja tudi kot jedilno olje saj je lahko prebavljivo. Olje ne vsebuje težko prebavljivih, nasičenih maščob in blagodejno vpliva na presnovo. Eden od produktov jojobe, je tudi jojobin biodizel, ki se kot cenejše alternativno gorivo uporablja namesto naftnega dizla.